# Ostrogotisch
Het Ostrogotisch (Oostgotisch, taal van de Oostgoten) samen met het Visigotisch (Westgotisch, de taal van de Westgoten) vormen samen de twee belangrijkste dialecten van het Gotisch.
Meer dan enkele eigennamen is van deze taal niets overgeleverd. Wel vermoedt men dat een deel van de handschriften van de (Visigotische) Bijbelvertaling van Wulfila Ostrogotische invloeden bevat.